# Psi5 Aurigae
Psi5 Aurigae (ψ5 Aur / ψ5 Aurigae) è una stella nana gialla nella sequenza principale di magnitudine 5,25 situata nella costellazione dell'Auriga. Dista 54,5 anni luce dal sistema solare.

## Osservazione
Si tratta di una stella situata nell'emisfero celeste boreale. La sua posizione moderatamente boreale fa sì che questa stella sia osservabile specialmente dall'emisfero nord, in cui si mostra alta nel cielo nella fascia temperata; dall'emisfero australe la sua osservazione risulta invece più penalizzata, specialmente al di fuori della sua fascia tropicale. La sua magnitudine pari a 5,2 fa sì che possa essere scorta solo con un cielo sufficientemente libero dagli effetti dell'inquinamento luminoso.
Il periodo migliore per la sua osservazione nel cielo serale ricade nei mesi compresi fra dicembre e maggio; nell'emisfero nord è visibile anche all'inizio dell'estate, grazie alla declinazione boreale della stella, mentre nell'emisfero sud può essere osservata limitatamente durante i mesi della tarda estate australe.

## Caratteristiche fisiche
La stella è una nana gialla di sequenza principale e tipo spettrale G0 V. È simile per dimensioni, massa e composizione al Sole, e si tratta, di conseguenza, di un analogo solare.
Osservazioni nell'infrarosso mostrano un eccesso che suggerisce la presenza di un disco circumstellare di polvere, avente una temperatura media di 60 KK, che orbita a una distanza di circa 29 UA dalla stella madre. Il disco di polveri ha circa la metà della massa della Luna e un'età di circa 600 milioni di anni.